# Mormopterus beccarii
Mormopterus beccarii (Peters, 1881) è un pipistrello della famiglia dei Molossidi diffuso nell'Ecozona australasiana.

## Descrizione

### Dimensioni
Pipistrello di piccole dimensioni, con la lunghezza della testa e del corpo tra 54 e 66 mm, la lunghezza dell'avambraccio tra 33 e 37 mm, la lunghezza della coda tra 27,2 e 38 mm, la lunghezza del piede tra 6 e 10,2 mm, la lunghezza delle orecchie tra 11 e 18 mm e un peso fino a 17 g.

### Aspetto
La pelliccia è corta e vellutata. Le parti dorsali sono bruno-rossastre scure, mentre le parti ventrali sono più chiare. Il muso è piatto, largo, con il labbro superiore ricoperto di pliche cutanee superficiali e le narici che si aprono lateralmente. Le orecchie sono triangolari, ben separate e con l'estremità appuntita. Il trago è piccolo, l'antitrago è poco sviluppato. Sono privi di sacche golari. Le membrane alari sono bruno-nerastre. La coda è lunga, tozza e si estende per più della metà oltre l'uropatagio.

## Biologia

### Comportamento
Si rifugia in colonie fino a 50 esemplari all'interno di edifici, nelle cavità di alberi, tra i quali palme e Melaleuca e talvolta anche nelle grotte. Si muove agilmente al suolo. Il volo è rapido e diretto.

### Alimentazione
Si nutre di insetti volanti come falene, scarabei, ditteri, ortotteri e omotteri catturati principalmente su specchi d'acqua.

### Riproduzione
Le femmine danno alla luce un piccolo alla volta tra ottobre e gennaio.

## Distribuzione e habitat
Questa specie è diffusa nelle Isole Molucche, in Nuova Guinea, Arcipelago delle Bismarck e in Australia orientale e settentrionale.
Vive nei boschi di sclerofille, foreste pluviali, boscaglie aride, praterie ed ambienti urbani fino a 300 metri di altitudine.

## Tassonomia
Sono state riconosciute 2 sottospecie:
- M.b.astrolabiensis (Meyer, 1899): Nuova Guinea orientale, Nuova Britannia, Mussau[4], Fergusson, parte settentrionale degli stati australiani dell'Australia occidentale, Territorio del Nord e Queensland, Isola Melville;
- M.b.beccarii (Peters, 1881): Halmahera, Ambon, Seram e Nuova Guinea occidentale.

## Conservazione
La IUCN Red List, considerato il vasto areale, la tolleranza a diversi tipi di habitat, la presenza in diverse aree protette e la popolazione presumibilmente numerosa, classifica M.beccarii come specie a rischio minimo (Least Concern)).